# Ida Bohatta
Ida Bohatta (* 15. April 1900 in Wien; † 14. November 1992 ebenda), auch Ida Bohatta-Morpurgo, war eine österreichische Kinderbuchillustratorin und -autorin.

## Leben
Ida Bohatta besuchte die Kunstgewerbeschule in Wien. Sie begann schon früh Kinderbücher zu illustrieren und auch eigene Texte zu verfassen. Nachdem sie damit erste Erfolge erzielt hatte, lernte sie 1927 Josef Müller kennen. Dieser beauftragte sie mit Bild- und Postkartenserien (Fleißbildchen) für seinen Verlag Ars sacra, in dem ab 1929 jene typischen Ida-Bohatta-Büchlein erschienen, die in kleinem Format acht bis zwölf Farbillustrationen und Texte der Künstlerin enthielten. Die Zusammenarbeit des Verlages mit Ida Bohatta währte bis zu deren Tod.
1938 wurde die Künstlerin in die Reichsschrifttumskammer aufgenommen, ihre Bücher erschienen während der nationalsozialistischen Zeit weiterhin und wurden sogar empfohlen. Es gibt aber keine Hinweise für ein diesbezügliches politisches Engagement der katholischen Autorin.
2008 wurde der Ida-Bohatta-Platz in Wien-Landstraße nach der Künstlerin benannt. Diese Benennung bestand nur bis Dezember 2019, dann wurde der Platz in „Platz der Sozialen Sicherheit“ umbenannt, weil er sich vor dem generalsanierten Gebäude des Dachverbandes der Sozialversicherungsträger befindet.

## Bedeutung
Ida Bohatta illustrierte neben Kinderbüchern bekannter Autorinnen wie Anneliese Umlauf-Lamatsch oder Margarete Seemann vor allem ihre über 70 eigenen Büchlein, die in einer Gesamtauflage von mehr als 5 Millionen Exemplaren erschienen und in 13 Sprachen (darunter auch Japanisch) übersetzt wurden. Sie erscheinen bis zum heutigen Tage mit ungebrochenem Erfolg.
Bohatta stellte religiöse Themen dar, berühmt wurde sie aber mit Elfen- und Wichteldarstellungen sowie Blumenkindern. Aus einer religiösen Grundhaltung heraus schuf sie eine harmonische Welt, die jedoch von Kritikern oftmals als Kitsch gesehen wird. Zugleich aber gibt es von ihr auch geistreich-witzige Geschichten in Text und Bild, die dieses einseitige Urteil überhaupt nicht stützen, z. B. Mausi von 1938.

„Ida Bohatta-Morpurgo steuert Illustrationen bei, die zeigen, wie sie es versteht, jedem Tierchen, jeder Pflanze individuellen Ausdruck zu verleihen.“